# 菲力普·強生
菲力普·寇特琉·強生（英語：Philip Cortelyou Johnson，1906年7月8日—2005年1月25日）是一位有影響力的美國建築師。他為人所熟知的是自1980年代起的後現代建築作品。

## 生平

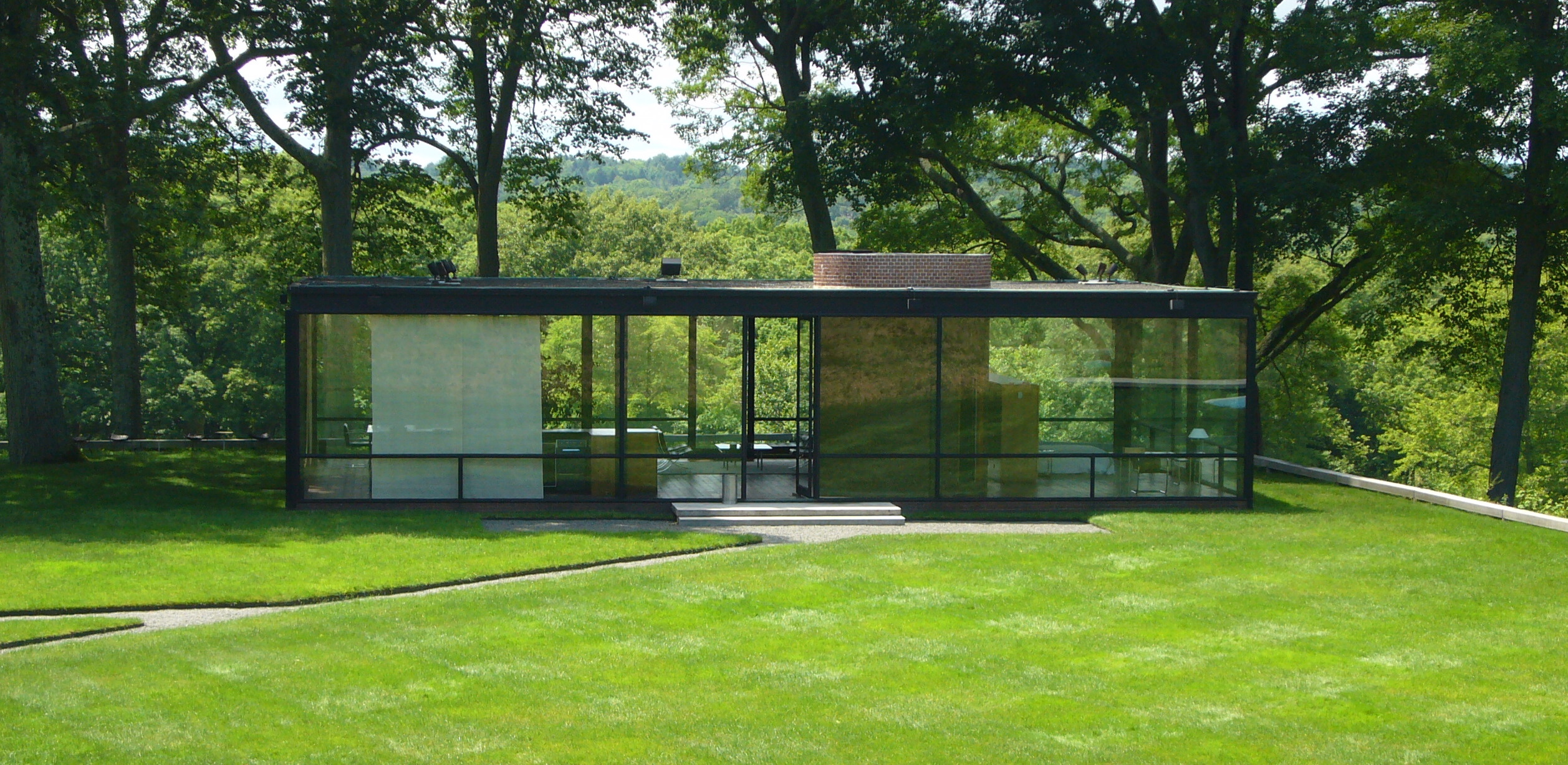
1949年设计的「玻璃屋」

菲力普·強生曾就讀於哈佛大學設計學院研究所。1930年，他在紐約市現代藝術博物館成立了建築與設計部門。1961年，入選國家設計學院的準會員，而後在1963年成為該院院士。他於1978年被授予了美國建築師學會金獎；1979年，獲頒普立茲克建築獎，是該獎項的第一位得主。
強生是一個男同性戀者，在1993年公開出櫃，他也是美國最著名坦承自己是男同性戀的建築師。強生退休後都在他的「玻璃屋」生活，2005年於夢中辭世；相伴45年的伴侶惠特曼於同年也以66歲之齡過世。

## 早年建築啟蒙時期
強生出生在俄亥俄州的克利夫蘭，是新阿姆斯特丹地區強生家族的子孫，他的先祖寇特琉曾為彼得·斯泰弗森特規劃新阿姆斯特丹的第一個造鎮計畫。強生早年就讀於紐約州柏油村的哈克利中學，而後在哈佛大學主修歷史和哲學，尤其專注於在蘇格拉底以前的哲學家的著作。他因數次延長歐洲的旅行而中斷學業，這幾段旅行就成為他求學中最關鍵的時刻；他遊覽了法國的沙特爾城、希臘的帕德嫩神殿以及許多古代遺址，這使他愈來愈醉心於建築。
1928年，強生與建築師密斯見面，當時密斯正在設計1929年的巴塞隆納世界博覽會德國館。這場會面不但帶給強生很大的啟示，也使雙方培養出既競爭又合作的終生情誼。
強生從德國回來後就成為新建築的信仰者。為了考察第一手的最新建築趨勢，他與朋友巴爾和亨利-羅素·希區柯克更全面地在歐洲旅行。1932年，他們匯集了三人的探索成果在現代藝術博物館發表了深具標竿意義的主題「國際樣式：1922年以來的建築」，這場發表會不但影響深遠，也向美國大眾介紹了現代主義建築。會中提到的重要建築師包括柯比意、格羅佩斯和密斯。這場發表會也因為一場爭議而變得更出名：建築師萊特惱怒地撤回了他的作品，因為在會中他並未獲特別重視。
作為現代主義建築的持續擁護者，強生利用在現代藝術博物館職務的號召力，於1935年安排柯比意首訪美國，並積極運作讓密斯和布劳耶移民美國。

## 著名作品
- 1956年：西格拉姆大廈，美國紐約州紐約市
- 1972年：IDS 中心（英语：IDS Tower），美國明尼蘇達州明尼亞波利斯
- 1980年：水晶大教堂，美國加州加登格羅夫
- 1983年：威廉斯大廈，美國德克薩斯州休斯頓
- 1984年：PPG 廣場（英语：PPG Place），美國賓夕法尼亞州匹茲堡
- 1987年：南拉薩爾街190號，美國伊利諾州芝加哥
- 1996年：歐洲門，西班牙馬德里

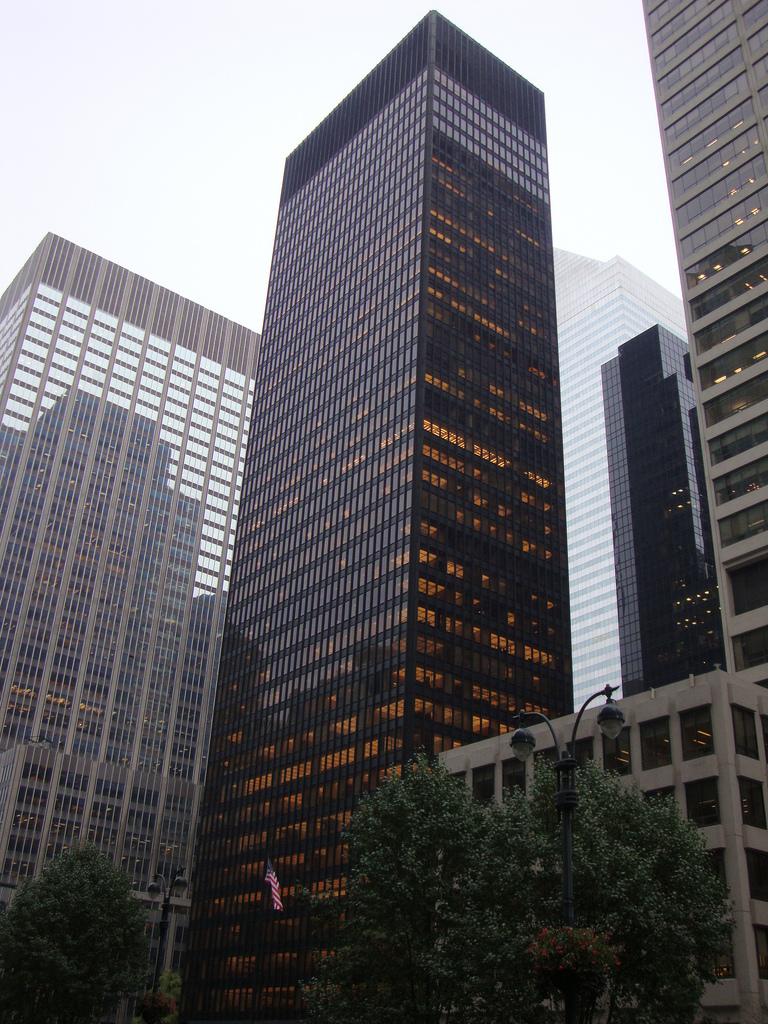
西格拉姆大廈
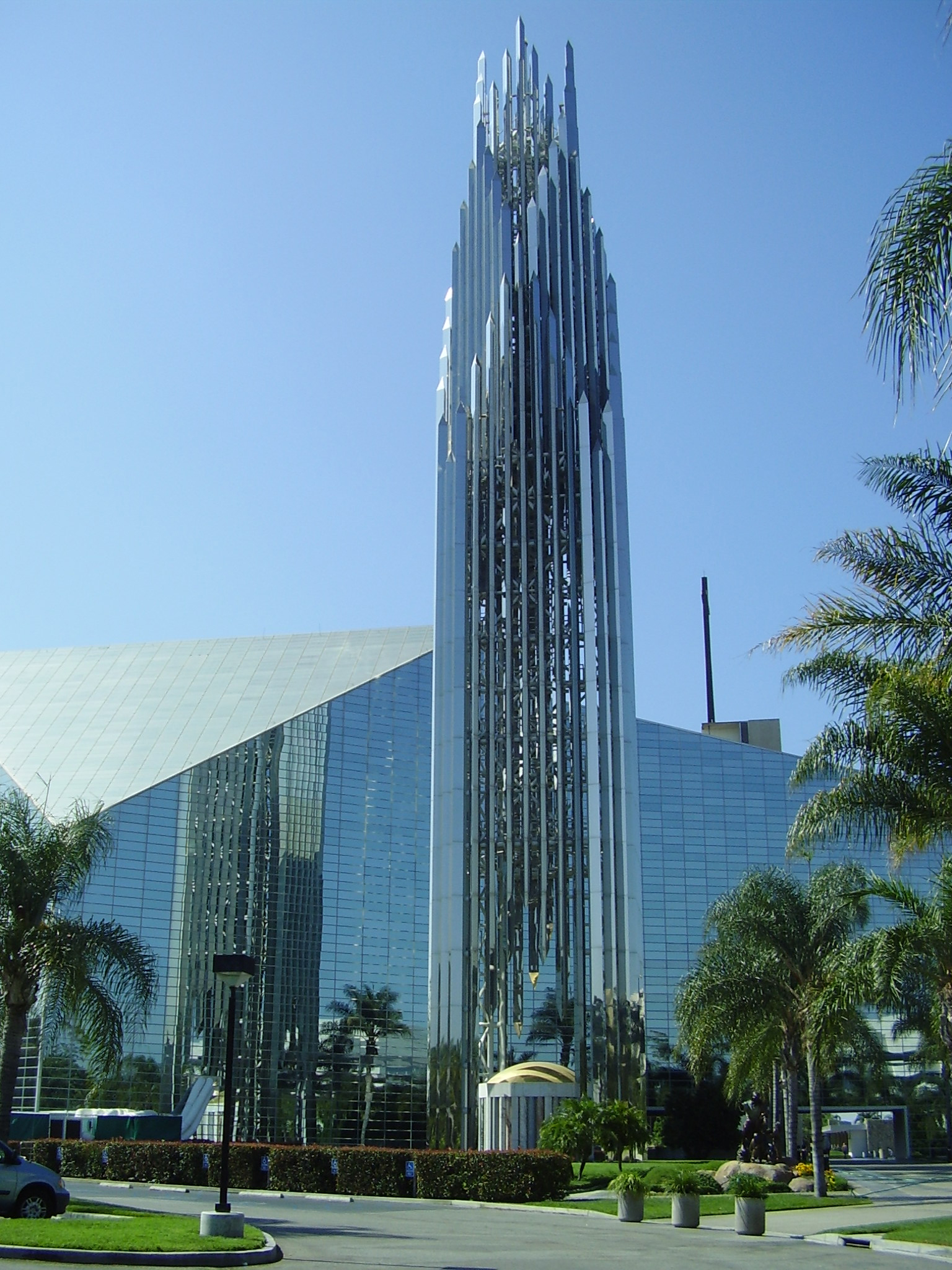
水晶大教堂
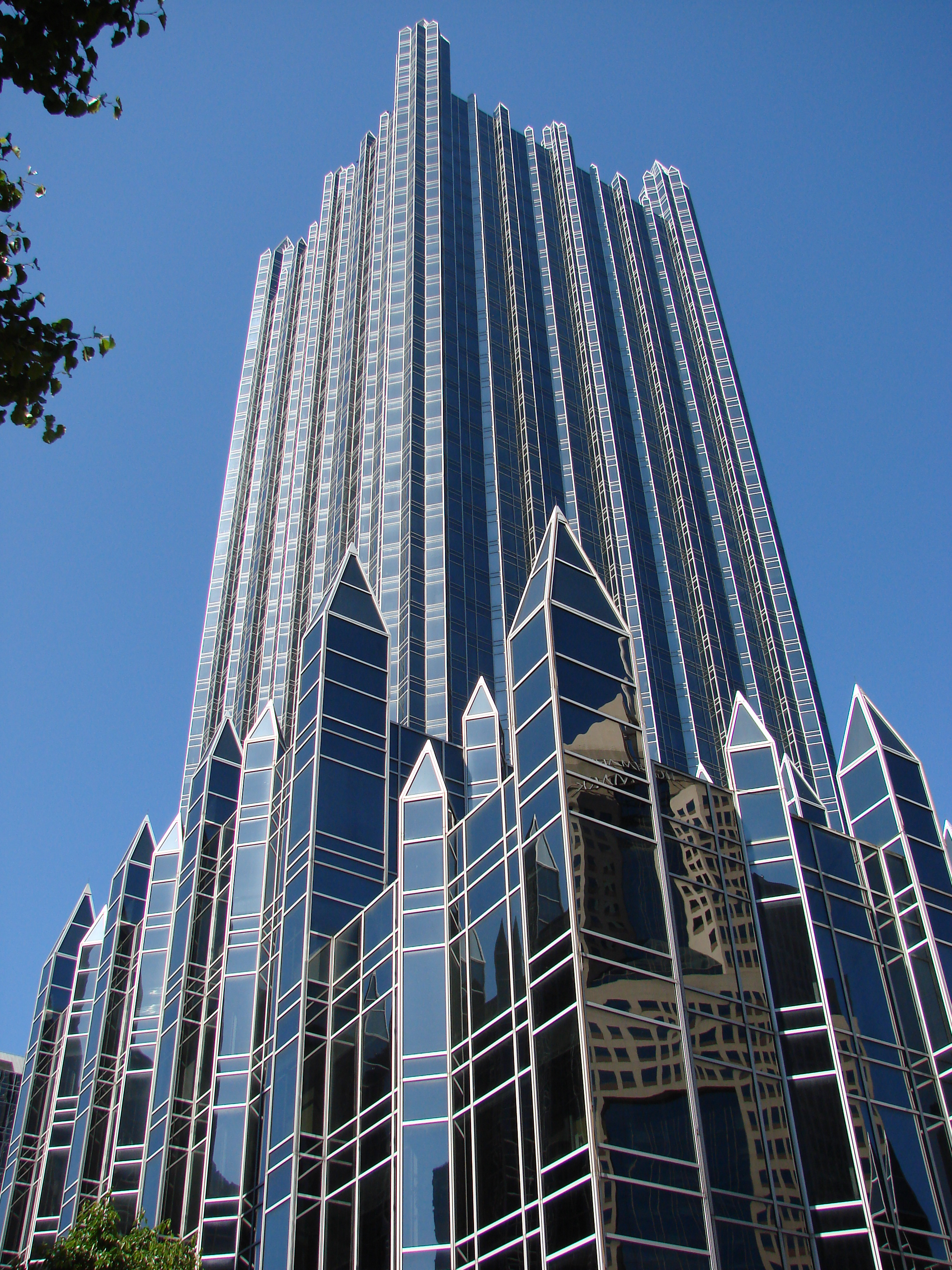
PPG 廣場
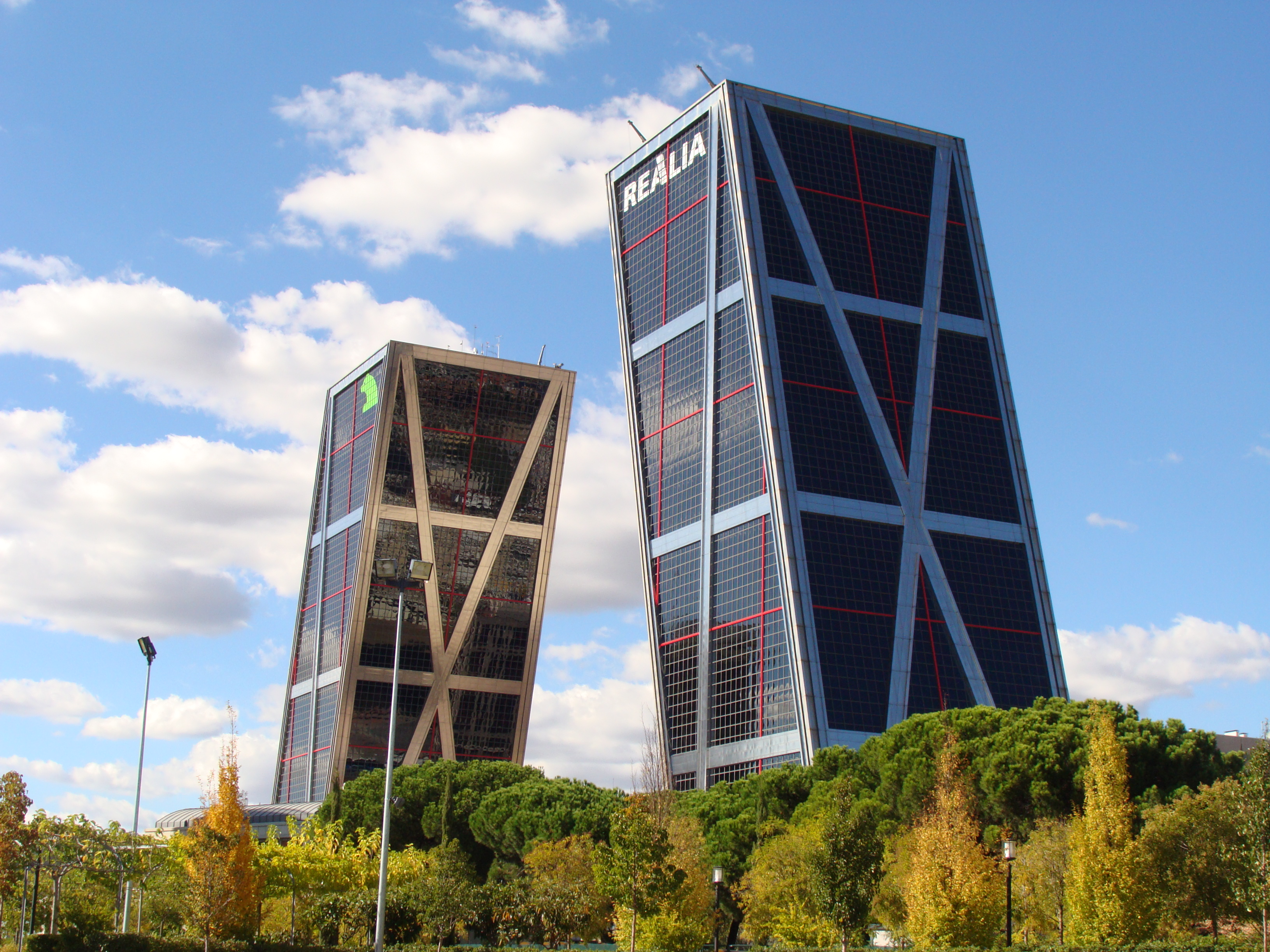
歐洲門

## 進階讀物
- Schulze, Franz. . Chicago: University of Chicago Press. 1996  [May 15, 2018]. ISBN 978-0-226-74058-4. （原始内容存档于2024-05-24）.

## 外部連結
- （英文）訃文 （页面存档备份，存于）
- （英文）休斯敦大學裡－強生的對話
- （英文）強生的建築學 （页面存档备份，存于）
- （英文） Pogrebin, Robin (August 8, 2010).  "The Hand of a Master Architect" （页面存档备份，存于）.  The New York Times.
- （英文）Phillip Johnson architectural projects, 1984-1995[永久] The Getty Research Institute, Los Angeles, California. Architectural drawings, study models, photographs, brochures, and miscellaneous papers, the bulk of which relate to the Franklin Square building, Washington, D.C., a project by John Burgee Associates with Philip Johnson.
- （英文）Phillip Johnson papers, 1908-2002[永久] The Getty Research Institute, Los Angeles, California. Documentation of the early and later career of architect Philip Johnson, especially representative of his early work, particularly his Glass House in New Canaan, Connecticut, and a number of little known, never constructed projects.